# Championnat du Ghana de football 2008-2009
Navigation
Saison précédente Saison suivante
La saison 2008-2009 du Championnat du Ghana de football est la quarante-neuvième édition de la première division au Ghana, la Premier Division. Elle regroupe, sous forme d'une poule unique, les seize meilleures équipes du pays qui se rencontrent deux fois, à domicile et à l'extérieur. En fin de saison, les trois derniers du classement sont relégués et remplacés par les trois meilleures formations de deuxième division.
C'est le club d'Hearts of Oak SC qui remporte le championnat cette saison après avoir terminé en tête du classement final, avec trois points d'avance sur Asante Kotoko, tenant du titre et cinq sur Hearts of Lions Kpando. C'est le vingt-deuxième titre de champion du Ghana de l'histoire du club.
Le champion et son dauphin se qualifient pour la Ligue des champions de la CAF tandis que les 3e et 4e du classement obtiennent leur billet pour la Coupe de la confédération (en l'absence de la Coupe du Ghana). 

## Les clubs participants
| - Hearts of Oak SC - Asante Kotoko - Ashanti Gold SC - All Blacks FC - Real Tamale United - King Faisal Babies - Berekum Arsenal - Berekum Chelsea - Promu de D2 | - All Stars FC - Kessben FC - Hearts of Lions Kpando - Tema Youth - Sekondi Hasaacas - Saint-Mirren Indadfa - Promu de D2 - Liberty Professionals - Eleven Wise - Promu de D2 |

## Compétition
Le barème de points servant à établir les classements se décompose ainsi :
- Victoire : 3 points
- Match nul : 1 point
- Défaite : 0 point

### Classement
| Rang | Équipe                 | Pts | J  | G  | N  | P  | Bp | Bc | Diff |
| ---- | ---------------------- | --- | -- | -- | -- | -- | -- | -- | ---- |
| 1    | Hearts of Oak SC       | 52  | 30 | 14 | 10 | 6  | 36 | 26 | +10  |
| 2    | Asante KotokoT         | 49  | 30 | 14 | 7  | 9  | 42 | 31 | +11  |
| 3    | Hearts of Lions Kpando | 47  | 30 | 13 | 8  | 9  | 33 | 22 | +11  |
| 4    | King Faisal Babies     | 46  | 30 | 12 | 10 | 8  | 30 | 26 | +4   |
| 5    | Berekum Arsenal        | 43  | 30 | 11 | 10 | 9  | 30 | 29 | +1   |
| 6    | Berekum ChelseaP       | 43  | 30 | 11 | 10 | 9  | 27 | 26 | +1   |
| 7    | All Stars FC           | 42  | 30 | 11 | 9  | 10 | 28 | 24 | +4   |
| 8    | Eleven WiseP           | 42  | 30 | 11 | 9  | 10 | 36 | 36 | 0    |
| 9    | Sekondi Hasaacas       | 40  | 30 | 11 | 7  | 12 | 32 | 31 | +1   |
| 10   | Kessben FC             | 40  | 30 | 10 | 10 | 10 | 34 | 40 | -6   |
| 11   | Liberty Professionals  | 39  | 30 | 9  | 12 | 9  | 38 | 37 | +1   |
| 12   | Real Tamale United     | 39  | 30 | 10 | 9  | 11 | 32 | 36 | -4   |
| 13   | Ashanti Gold SC        | 37  | 30 | 10 | 7  | 13 | 26 | 27 | -1   |
| 14   | All Blacks FC          | 36  | 30 | 9  | 9  | 12 | 28 | 31 | -3   |
| 15   | Tema Youth             | 34  | 30 | 9  | 7  | 14 | 29 | 41 | -12  |
| 16   | Saint-Mirren IndadfaP  | 20  | 30 | 4  | 8  | 18 | 20 | 38 | -18  |

|  | Qualification pour la Ligue des champions de la CAF 2010 |
|  | Qualification pour la Coupe de la confédération 2010     |
|  | Relégation directe en deuxième division                  |
|  | T : Tenant du titre P : Promu de deuxième division       |

## Bilan de la saison
| Championnat du Ghana de football 2008-2009 |                              |
| Champion                                   | Hearts of Oak SC (21e titre) |
| Coupes et trophées                         |                              |
| Vainqueur de la Coupe du Ghana 2008-2009   | Non disputée                 |
| Qualifications continentales               |                              |
| Ligue des champions de la CAF 2010         | Hearts of Oak SC (forfait)   |
| Ligue des champions de la CAF 2010         | Asante Kotoko                |
| Coupe de la confédération 2010             | Aucun                        |
| Promotions et relégations                  |                              |
| Promus en Premier League                   | Great Olympics               |
| Promus en Premier League                   | New Edubiase United          |
| Promus en Premier League                   | Aduana Stars                 |
| Relégués en Second League                  | All Blacks FC                |
| Relégués en Second League                  | Tema Youth                   |
| Relégués en Second League                  | Saint-Mirren Indadfa         |